# Teutonia-Orden
Der Teutonia-Orden wurde 1841 von deutschen Einwanderern im US-amerikanischen Bundesstaat Texas gegründet.

## Zielsetzung
Deutsche Einwanderer in Industry und Cat Springs gründeten unter der Führung von Friedrich Ernst (1796–1848) den „Teutonia-Orden“, dessen wichtigste Ziele gemäß Satzung die „Erhaltung der Deutschen National-Eigenthümlichkeit, Beförderung der deutschen Einwanderung und Erleichterung der Korrespondenz zwischen Texas und Deutschland“ waren. Um nicht in den Verdacht zu kommen, deutsche nationalistische Ziele zu verfolgen, hielt der Orden, der auch Frauen als Mitglieder aufnahm, am 2. März 1843 eine große Feier anlässlich des Jahrestages der texanischen Unabhängigkeitserklärung ab.

## Tätigkeit
Friedrich Ernst hoffte, durch die Arbeit des Ordens einerseits mehr deutsche Auswanderungswillige dazu zu bewegen, sich in Texas niederzulassen, andererseits die texanische Politik dahingehend beeinflussen zu können, die deutsche Einwanderung zu begünstigen. In einer Petition äußerte er gegenüber dem texanischen Kongress und Präsident Sam Houston dazu Vorschläge, so die Anstellung von Konsuln in den deutschen Hansestädten. Im Jahr 1844 wurde Henry F. Fisher zum ersten texanischen Konsul in Bremen ernannt.
Ein anderes Ordensmitglied, Gustav Dresel (1818–1848), notierte damals in seinem „Texanischen Tagebuch“ (Übersetzung: Max Freund): „Emigration itself cannot be supressed. It is, therefore, a fine and noble task to guide the sixty to seventy thousand people who leave Germany every year, to concentrate them as much as possible, to preserve thereby the German element, and to make up for the loss of working capacity and capital by suitable connections with the mother country.“ Ausdrückliche Zielsetzung war es in den 1830er bis 1840er Jahren, in Texas eine „freie deutsche Kolonie“ zu gründen. Folge war allerdings auch, dass eine völlige Assimilation zunächst verzögert wurde. Ziel war es auch, durch enge wirtschaftliche Beziehungen zu Deutschland, den Wohlstand auf beiden Seiten – in Texas und Deutschland – zu fördern.
Noch heute werden die Versammlungsräume des Teutonia-Ordens häufig für Tanzfeste, gesellschaftliche Treffen und andere Feste genutzt.